# Halcones de la libertad del Kurdistán
Halcones de la Libertad del Kurdistán (TAK) (en kurdo: Teyrênbazê Azadiya Kurdistan, TAK) es un grupo insurgente kurdo de Turquía frecuentemente considerado como una escisión del Partido de los Trabajadores del Kurdistán. Activo de 2004 a 2006 y de 2010 a 2011. Su aparición en 2004 coincide con el momento en el que el PKK declara rota la tregua iniciada en 1999. El PKK mantiene que se trata de un grupo disidente sobre el que no tiene control. Sus objetivos son lugares turísticos, instalaciones militares y edificios del gobierno. 
En agosto de 2004 en un comunicado remitido a la agencia AFP en víspera del vigésimo aniversario del inicio de la rebelión armada kurda, el TAK amenazó al Gobierno turco con lanzar una ola de atentados contra turistas extranjeros "como vamos a atacar al sector del turismo, llamamos a todos los turistas a que abandonen Turquía y a los que piensan venir que cambien de destino".
En los atentados que ha reivindicado de 2004 a 2011 hay más de una decena de personas y casi un centenar de heridos. 
En enero de 2008 fue declarada organización terrorista por parte de EE. UU. y en junio se le incluyó en el listado de grupos de la Unión Europea. Turquía no la incluye en sus listados porque la considera parte del PKK.

## Cronología
2004-2005 - varios ataques Estambul, Mersin (sur de Turquía), Van (este) y Kusadasi en la que una explosión mató a un policía en enero de 2005. El 10 de julio de 2005 una bomba en la ciudad costera de Cesme causó veinte heridos y el 17 de julio de 2005 cinco muertos y catorce heridos cuando un autobús explotó en la ciudad costera de Kusadasi. Entre los fallecidos: una turista irlandesa y otra inglesa. Otros seis británicos resultaron heridos de gravedad.
En 2006 se produjeron varios ataques y la explosión de bombas en zonas turísticas. El grupo se atribuyó también la colocación el 5 de abril de una bomba que causa dos heridos en la sede del oficialista Partido de Justicia y Desarrollo (PJD) en Estambul. En agosto hubo al menos tres explosiones en las zonas turísticas de Marmaris y Antalya.
El grupo reivindicó el atentado de Estambul de 2007 donde murieron nueve personas (tres de ellas posteriormente) y 121 resultaron heridas.
Tras un periodo de inactividad en junio de 2010 el grupo anunció que incrementaría sus ataques y que se extenderían por todo el país, alertando a los turistas a no elegir Turquía como su destino de vacaciones. En junio reivindicó un atentado en Estambul contra un autobús militar en el que murieron cinco militares y una adolescente.
En noviembre de 2010 el grupo se atribuyó un ataque suicida en la plaza Taksim, en Estambul, que provocó además de la muerte del suicida 32 heridos, (15 policías y 17 civiles). El gobierno turco acusó al PKK. El Partido de los Trabajadores del Kurdistán condenó el atentado e hizo un llamamiento a esta organización para detener sus ataques.
El 20 de septiembre de 2011 el TAK reivindicó, según la agencia prokurda Firat News, otro atentado que causó tres muertos y más de treinta heridos en Ankara. El PKK negó cualquier implicación y pidió a la organización que detenga los ataques.
El 19 de febrero de 2016 el TAK reivindicó otro atentado que mató a veintiocho personas en Ankara y que tuvo lugar el 17 de febrero de 2016
El 11 de diciembre de 2016 el TAK reivindicó la autoría del doble atentado perpetrado la noche anterior en Estambul matando 38 personas, la gran mayoría policías.